# Temporada 1983-84 de los Washington Bullets
La temporada 1983-84 fue la decimoprimera de los Bullets dentro del área de Washington D. C. y la vigésimo tercera en sus diferentes localizaciones. La temporada regular acabó con 35 victorias y 47 derrotas, ocupando el séptimo puesto de la Conferencia Este, clasificándose para los playoffs, en los que cayó en primera ronda ante Boston Celtics.

## Elecciones en elDraft
| Ronda | Puesto | Jugador       | Posición  | Nacionalidad   | Universidad           |
| ----- | ------ | ------------- | --------- | -------------- | --------------------- |
| 1     | 10     | Jeff Malone   | Escolta   | Estados Unidos | Mississippi State     |
| 1     | 22     | Randy Wittman | Escolta   | Estados Unidos | Indiana               |
| 2     | 32     | Michael Britt | Alero     | Estados Unidos | District of Columbia* |
| 2     | 34     | Guy Williams  | Ala-Pívot | Estados Unidos | Washington State      |
| 3     | 57     | Darren Daye   | Alero     | Estados Unidos | UCLA                  |

## Temporada regular
| División Atlántico   | División Atlántico | División Atlántico | División Atlántico | División Atlántico | División Atlántico | División Atlántico | División Atlántico | División Atlántico |
| Equipo               | G                  | P                  | %                  | PD                 | Casa               | Fuera              | Div                |                    |
| -------------------- | ------------------ | ------------------ | ------------------ | ------------------ | ------------------ | ------------------ | ------------------ | ------------------ |
| y-Boston Celtics     | 62                 | 20                 | .756               | –                  | 33–8               | 29–12              | 13–11              |                    |
| x-Philadelphia 76ers | 52                 | 30                 | .634               | 10                 | 32–9               | 20–21              | 15–9               |                    |
| x-New York Knicks    | 47                 | 35                 | .573               | 15                 | 29–12              | 18–23              | 12–12              |                    |
| x-New Jersey Nets    | 45                 | 37                 | .549               | 17                 | 29–12              | 16–25              | 12–12              |                    |
| x-Washington Bullets | 35                 | 47                 | .427               | 27                 | 25–16              | 10–31              | 8–16               |                    |

## Playoffs

### Primera ronda
Boston Celtics vs. Washington Bullets 
| Fecha       | Partido                                    | Ciudad   |
| ----------- | ------------------------------------------ | -------- |
| 17 de abril | Boston Celtics 91, Washington Bullets 83   | Boston   |
| 19 de abril | Boston Celtics 88, Washington Bullets 85   | Boston   |
| 21 de abril | Washington Bullets 111, Boston Celtics 108 | Landover |
| 24 de abril | Washington Bullets 96, Boston Celtics 99   | Landover |
|             | Boston Celtics gana las series 3-1         |          |

## Estadísticas
| Rk | Jugador        | Edad | P  | PT | MP   | TC  | TCI  | %TC  | T3  | T3I | %T3  | TL  | TLI | %TL  | RO  | RD  | RT   | AS  | RB  | TAP | BP  | FP  | PTS  |
| -- | -------------- | ---- | -- | -- | ---- | --- | ---- | ---- | --- | --- | ---- | --- | --- | ---- | --- | --- | ---- | --- | --- | --- | --- | --- | ---- |
| 1  | Jeff Ruland    | 25   | 75 | 75 | 41.1 | 8.0 | 13.8 | .579 | 0.0 | 0.1 | .143 | 6.2 | 8.5 | .733 | 3.5 | 8.8 | 12.3 | 3.9 | 0.9 | 1.0 | 4.6 | 3.8 | 22.2 |
| 2  | Greg Ballard   | 29   | 82 | 82 | 32.9 | 6.2 | 12.9 | .481 | 0.0 | 0.2 | .133 | 2.0 | 2.5 | .798 | 1.7 | 4.2 | 6.0  | 3.5 | 1.1 | 0.4 | 1.7 | 2.6 | 14.5 |
| 3  | Rick Mahorn    | 25   | 82 | 82 | 32.9 | 3.7 | 7.4  | .507 | 0.0 | 0.0 |      | 1.5 | 2.3 | .651 | 2.1 | 6.9 | 9.0  | 1.6 | 0.8 | 1.5 | 1.7 | 4.4 | 9.0  |
| 4  | Frank Johnson  | 25   | 82 | 81 | 32.8 | 4.8 | 10.2 | .467 | 0.1 | 0.5 | .256 | 2.3 | 3.1 | .742 | 0.7 | 1.5 | 2.2  | 6.9 | 1.2 | 0.1 | 2.3 | 2.1 | 12.0 |
| 5  | Ricky Sobers   | 31   | 81 | 81 | 32.4 | 6.3 | 13.8 | .456 | 0.4 | 1.4 | .261 | 2.7 | 3.3 | .837 | 0.6 | 1.6 | 2.2  | 4.7 | 1.4 | 0.2 | 2.7 | 3.4 | 15.6 |
| 6  | Jeff Malone    | 22   | 81 | 2  | 24.4 | 5.0 | 11.3 | .444 | 0.3 | 0.9 | .324 | 1.8 | 2.1 | .826 | 0.7 | 1.2 | 1.9  | 1.9 | 0.3 | 0.2 | 1.4 | 2.0 | 12.1 |
| 7  | Tom McMillen   | 31   | 62 | 5  | 20.9 | 3.6 | 7.2  | .497 | 0.0 | 0.1 | .167 | 2.0 | 2.5 | .814 | 1.0 | 2.2 | 3.2  | 1.2 | 0.2 | 0.3 | 1.1 | 2.6 | 9.2  |
| 8  | Darren Daye    | 23   | 75 | 0  | 15.7 | 2.4 | 5.4  | .441 | 0.0 | 0.1 | .000 | 1.3 | 1.8 | .714 | 1.2 | 1.3 | 2.5  | 2.3 | 0.5 | 0.2 | 1.3 | 2.1 | 6.1  |
| 9  | Joe Kopicki    | 23   | 59 | 2  | 11.5 | 1.1 | 2.2  | .485 | 0.0 | 0.1 | .143 | 1.5 | 1.9 | .813 | 1.1 | 1.7 | 2.8  | 0.8 | 0.3 | 0.1 | 0.7 | 1.2 | 3.7  |
| 10 | Charles Davis  | 25   | 46 | 0  | 10.2 | 2.2 | 4.7  | .472 | 0.0 | 0.2 | .111 | 0.5 | 0.8 | .615 | 0.7 | 1.5 | 2.2  | 0.7 | 0.3 | 0.2 | 0.8 | 1.3 | 5.0  |
| 11 | Bryan Warrick  | 24   | 32 | 0  | 7.9  | 0.8 | 2.1  | .409 | 0.0 | 0.1 | .333 | 0.3 | 0.5 | .500 | 0.2 | 0.5 | 0.7  | 1.3 | 0.3 | 0.1 | 0.6 | 1.2 | 2.0  |
| 12 | Mike Gibson    | 23   | 32 | 0  | 7.2  | 0.7 | 1.7  | .382 | 0.0 | 0.0 |      | 0.3 | 0.5 | .647 | 0.9 | 1.2 | 2.1  | 0.3 | 0.2 | 0.2 | 0.4 | 0.9 | 1.7  |
| 13 | DeWayne Scales | 25   | 2  | 0  | 6.5  | 1.5 | 2.5  | .600 | 0.0 | 0.0 |      | 0.0 | 1.0 | .000 | 0.0 | 1.5 | 1.5  | 0.0 | 0.5 | 0.0 | 1.0 | 0.5 | 3.0  |
| 14 | Michael Wilson | 24   | 6  | 0  | 4.3  | 0.0 | 0.3  | .000 | 0.0 | 0.2 | .000 | 0.2 | 0.3 | .500 | 0.2 | 0.0 | 0.2  | 0.5 | 0.0 | 0.0 | 0.5 | 0.8 | 0.2  |

## Galardones y récords
| Jugador     | Galardón                            |
| Jeff Malone | Mejor quinteto de rookies de la NBA |
| Jeff Ruland | All-Star                            |